# Шентјур
Шентјур (словен. Šentjur) је град и управно средиште истоимене општине Шентјур, која припада Савињској регији у Републици Словенији.
По попису становништва из 2011. године, насеље Шентјур имало је 4.723 становника.